# Карраскалехо
Карраскалехо (ісп. Carrascalejo) — муніципалітет в Іспанії, у складі автономної спільноти Естремадура, у провінції Касерес. Населення — 321 особа (2010).
Муніципалітет розташований на відстані близько 150 км на південний захід від Мадрида, 100 км на схід від Касереса.

## Демографія
Динаміка населення (INE ):

## Галерея зображень

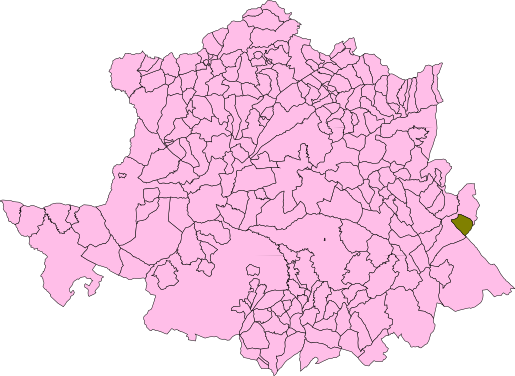
Розташування муніципалітету у провінції Касерес
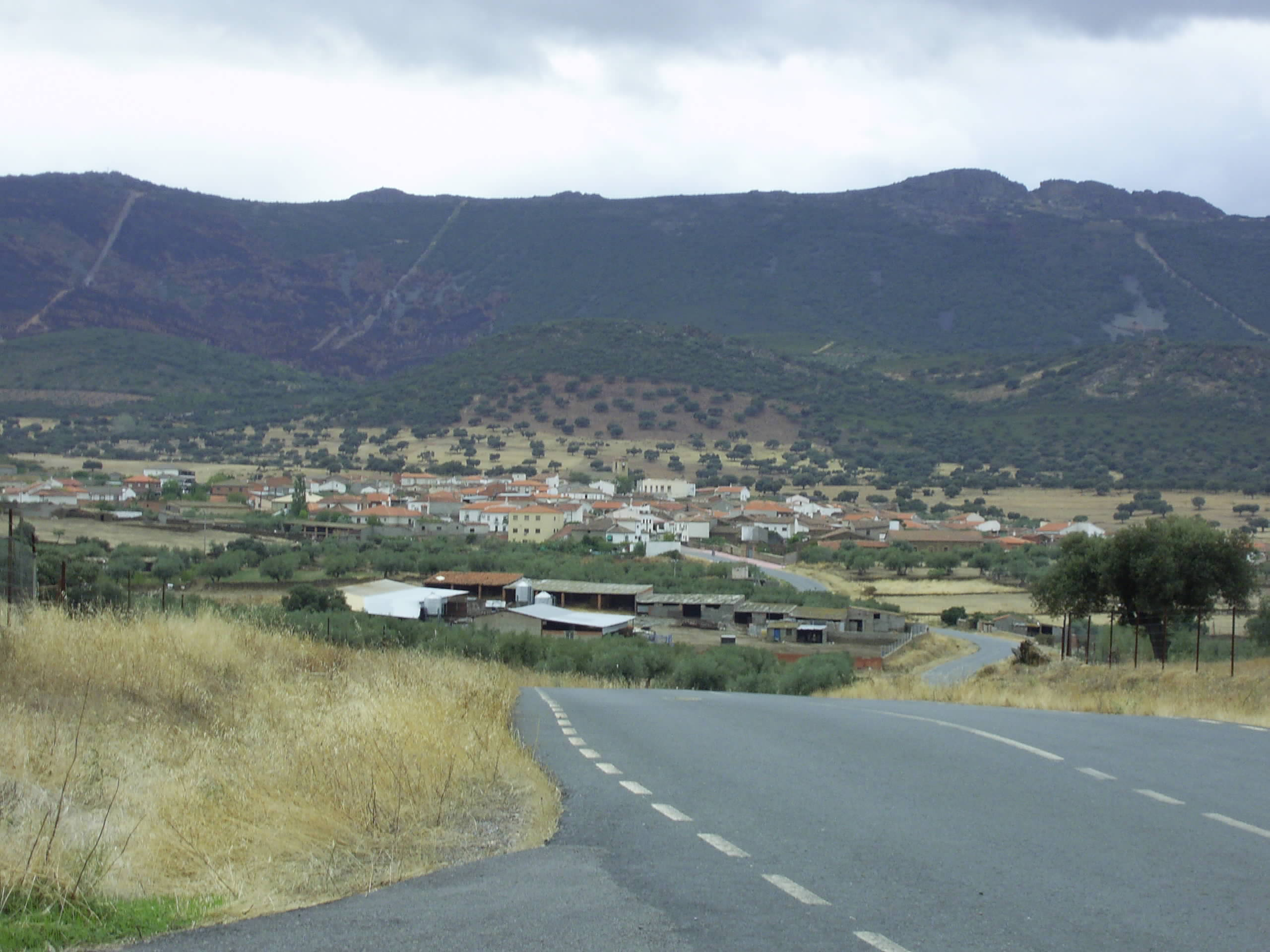
Карраскалехо
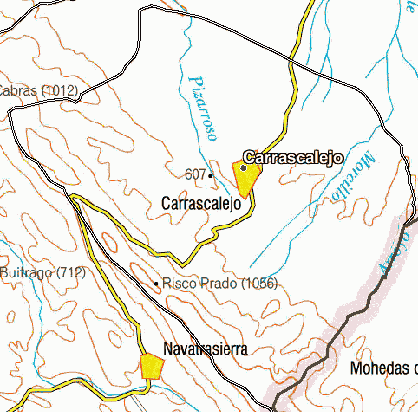
Розташування муніципалітету Карраскалехо